# Brachynemurus pulchellus
Brachynemurus pulchellus is een insect uit de familie van de mierenleeuwen (Myrmeleontidae), die tot de orde netvleugeligen (Neuroptera) behoort. 
Brachynemurus pulchellus is voor het eerst wetenschappelijk beschreven door Banks in 1911.